# Cocktail d'amore (Mahmood)
Cocktail d'amore è un singolo del cantante italiano Mahmood, pubblicato il 3 novembre 2023 come primo estratto dal terzo album in studio Nei letti degli altri.

## Antefatti
Dopo la pubblicazione del secondo album in studio Ghettolimpo (2021), Mahmood ha partecipato al Festival di Sanremo 2022 vincendo in duetto con Blanco con il brano Brividi e accedendo all'Eurovision Song Contest 2022 in rappresentazione dell'Italia, circostanza in cui si è classificato sesto. Tra il 2022 e il 2023 il cantante è apparso unicamente come artista ospite nel progetti di Guè, Drillionaire e Tropico, e come autore e compositore di Ti amo non lo so dire di Noemi, Normale per Giorgia, di una traccia dell'album Diamanti di Ginevra e di quattro tracce dell'album OK. Respira di Elodie.

## Descrizione
Il brano è stato scritto dallo stesso cantante con Bongi, Charlie Charles, Fugazza e Marcello Guava ed è stato prodotto da Dardust. In un'intervista rilasciata a Anna Pettinelli e Sergio Friscia di RDS, Mahmood ha affermato che si tratta del primo brano scritto per il terzo album in studio del cantante, raccontando il processo creativo e il significato del brano:

## Artwork e copertina
La copertina del singolo è stata realizzata dall'artista visuale Frederik Heyman, curatore del Renaissance World Tour di Beyoncé. Il cantante è seduto sopra a un animale fantastico con fattezze richiamanti un drago giapponese ed un unicorno. In un'intervista rilasciata a TGcom24 Mahmood ha raccontato la scelta di collaborare con Heyman e il concetto alla base della copertina:

## Accoglienza
Vincenzo Nasto di Fanpage.it definisce la produzione «onirica», ripresa nel testo dal «dualismo tra umano e mito» con riferimenti al Pegaso ma anche alla torre dorata.
Anche Claudio Cabona di Rockol sottolinea che il cantante abbia una «passione per la mitologia e ai riferimenti antichi», e che nel brano si presentino «codici» tipici dell'artista come «il "sali-scendi" timbrico, l'uso del falsetto, parti quasi rappate in modo soft, fotografie d'amore con un linguaggio tutto suo». Il brano viene definito «un pezzo denso che si discosta da quello che ascoltiamo tutti i giorni» e che valorizza la voce del cantante. Cabona afferma che la vera sorpresa della canzone sia riscontrabile nella produzione di Dardust «eterea e spaziale» ma che nel corso della canzone si «asciuga e spunta anche una chitarra acustica a riportare concretezza».

## Controversie
Successivamente all'annuncio della pubblicazione del brano, Cristiano Malgioglio ha criticato la scelta del titolo poiché assimilabile al singolo del 1979 Cocktail d'amore scritto dal cantautore e interpretato da Stefania Rotolo, sigla del programma Tilt. In un'intervista rilasciata ad Adnkronos, Malgioglio ha dichiarato:

## Video musicale
Il video, diretto dai Torso e girato a Napoli, è stato pubblicato il 9 novembre 2023 sul canale YouTube del cantante.

## Tracce
Testi di Alessandro Mahmoud, Alessandro Buongiorno, Paolo Alberto, Francesco Fugazza e Marcello Grilli, musiche di Dario Faini.
1. Cocktail d'amore – 3:24

## Classifiche
| Classifica (2023) | Posizione massima |
| ----------------- | ----------------- |
| Italia            | 32                |

## Riconoscimenti
Videoclip Italia Awards
- 2024 – Miglior videoclip italiano[19]
- 2024 – Miglior videoclip pop
- 2024 – Candidatura ai migliori effetti visivi